# كينتا ماتسوموتو
كينتا ماتسوموتو (باليابانية: 松本 健太) (مواليد 4 مايو 1997) هو لاعب كرة قدم ياباني.

## وصلات خارجية
- كينتا ماتسوموتو على موقع رابطة كرة القدم اليابانية للمحترفين (اليابانية)
- كينتا ماتسوموتو على موقع قاعدة بيانات كرة القدم.إي يو (الإنجليزية)
- كينتا ماتسوموتو على موقع Soccerway.com (الإنجليزية)
- كينتا ماتسوموتو على موقع عالم كرة القدم.نت (الإنجليزية)